# Loch Shin
Der Loch Shin (gäl. Loch Sìn) ist ein See in den abgelegenen nördlichen Highlands in Schottland. Er ist 27 km lang und durchschnittlich einen Kilometer breit, die breiteste Stelle misst knapp zwei Kilometer. Nach Messungen im Jahr 1902 betrug die damalige größte Tiefe des Sees 162 Fuß (etwa 49 m). Der Wasserpegel wurde allerdings durch ein Staudammprojekt in den 1950ern um etwa zehn Meter angehoben. Das Loch Shin ist der größte See Sutherlands.
Der See ist sehr fischreich und im Herbst wandern Tausende von Lachsen den Loch hinauf. Südlich des Sees müssen sie im Shin dabei die Falls of Shin überwinden. Der Hauptort am Seeufer ist Lairg, aber es gibt um den See einige Weiler, die selten aus mehr als fünf Häusern bestehen.  Die Leute leben heute  vorwiegend von Land- und Forstwirtschaft, teilweise auch von der Fischerei. Bisher hat der Tourismus kaum Eingang in die Gegend gefunden, was sowohl an der Abgelegenheit liegt als auch daran, dass die meisten Touristen die Straßen der schottischen Westküste bevorzugen und dann entlang der Ostküste zurückfahren.
Die Umgebung des Loch Shin ist von Mooren geprägt. Im Nordosten stehen große Wälder, sonst ist Loch Shin von Heide und seltener von Feldern umgeben. Neun Burgruinen stehen um den See und auf den Inseln im Loch, wie auch einige verlassene Häuser der Crofter (Kleinbauern).

## Geschichte
Auf Innis Ma-rui im Loch Shin gründete der Heilige Maolrubha im 7. Jahrhundert eine Kirche.
Zwischen Loch Shin und dem Dornoch Firth befindet sich Carbisdale Castle. 

## Trivia
Loch Shin ist einer der Haupthandlungsorte von Wolfgang Hohlbeins Romanserie Der Hexer von Salem im Buch Die Hexe von Salem.